# قسم حومه الريفي (لارستان)
قسم حومه الريفي (بالفارسية: دهستان حومه) (بالفارسية: دهستان حومه) منطقة ريفية في الناحية المركزية، مقاطعة لارستان، محافظة فارس، إيران. في إحصاء عام 2006 ميلادية، بلغ عدد سكانه 14,629 نسمة في 3,135 عائلة. يتكون قسم حومه الريفي من 33 قرية.